# Jason Coviello
Jason Coviello est un acteur et cascadeur américain né le 11 mai 1974 à Putnam Lake et New York.

## Filmographie

### Cinéma
- 2003 : 50 Bucks : Danny Decanter
- 2004 : Paintbrushes Don't Have Erasers : Spencer
- 2005 : Random Acts of Truth and Other White Lines : le président
- 2005 : Spotless : Mike Booker
- 2005 : The Goal : Brad
- 2006 : Alice in Wasteland : Capitaine Jackson
- 2006 : The Shadow Walkers : Reeve
- 2007 : État d'urgence : le patron du bar
- 2008 : Suburban : Jacob
- 2008 : Over Unity : Solomon
- 2008 : Passing Buck : un policier
- 2008 : Stone Rockwell : Melvin
- 2009 : Ink : Roger
- 2009 : Standards of Ethical Conduct : Trevor
- 2009 : Breathless : Derek
- 2010 : Evil Deeds 2 : Steve Sanders
- 2011 : Assassins' Code : Gordon Peterson
- 2012 : Web of Lies : Joe
- 2012 : Conditional : le fils
- 2013 : The Mission : Michael
- 2014 : The Creep Behind the Camera : Scott
- 2014 : Legacy of the Tengu : Oni Minion
- 2014 : Unredeemable : Boots Adler
- 2014 : Phase Me Up : Ben
- 2015 : Innocent Sleep : Patrick
- 2018 : Gathering of Heroes: Legend of the Seven Swords : Aidric
- 2018 : Army & Coop : Tough Guy
- 2019 : Cliffs of Freedom : le rebelle grec
- 2019 : To Hell and Gone
- 2020 : Personne ne me séparera de mon enfant ! : détective Carl Coomler
- 2020 : Assassin 33 A.D. : un soldat romain
- 2020 : Saiigo : Saiigo
- 2020 : Remembering Us : Garth
- 2021 : Silk Road : Martinez
- 2021 : Gold Digger : Hugh
- 2021 : Black Easter : un soldat romain
- 2021 : Whitetail : Rickey
- 2021 : The Manson Brothers Midnight Zombie Massacre : Cage
- 2021 : Moonlight Soul : Jack Moran
- 2022 : Red Winter : Christian
- 2022 : 5000 Blankets : Joe Hooper
- 2022 : Dirty Sweet Valentine : Harrington
- 2023 : 115 Grains : Maître James
- 2023 : Butch Cassidy and the Wild Bunch : un texan et Ben Kilpatrick
- 2023 : Dark Highway : Allred
- 2024 : Disciples in the Moonlight : Hazzard
- 2024 : Juré n° 2 : Luke
- 2025 : Tonic : Terry Rush
- 2025 : We Are Rough Men : Agent Miller
- 2025 : An Unusual Suspect : Deck Sampson
- 2025 : At the End of the Santa Fe Trail : un cowboy
- 2025 : Sugar Mama : Eric Richards

### Télévision
- 2008-2011 : US Marshals : Protection de témoins : Kenny et Sam (2 épisodes)
- 2015 : The Red Road : un sondeur (1 épisode)
- 2015 : Manhattan : Harris (1 épisode)
- 2019-2020 : Roswell, New Mexico : Harlan Manes (2 épisodes)
- 2021 : MacGruber : Bryce Hammer (1 épisode)
- 2022 : Stranger Things : le pilote d'hélicoptère (1 épisode)
- 2022 : Yellowstone : l'agent du service secret (1 épisode)
- 2023 : Gotham Kinghts : Hazmat Tech (1 épisode)
- 2023 : Broken Seeds : Détective Joe Warren (2 épisodes)
- 2024 : Blue Ridge : Easton Klein (1 épisode)
- 2025 : New York, police judiciaire : Nick Paven (saison 24, épisode 12)